# Shelagh Donohoe
Shelagh Donohoe   (Lowell, 22 de gener de 1965) és una exremadora estatunidenca que va competir durant les dècades de 1980 i 1990.
El 1992 va prendre part en els Jocs Olímpics de Barcelona, on guanyà la medalla de plata en la competició del quatre sense timoner del programa de rem. Formà equip amb Cynthia Eckert, Carol Feeney i Amy Fuller. En el seu palmarès també destaquen dues medalles de plata al Campionat del món de rem.
Estudià a la Universitat de Massachusetts Lowell, on el 1988 es llicencià en Administració d'Empreses. Un cop retirada exercí d'entrenadora de rem.